# De Spiering
De Spiering (Eveneens bekend onder de namen Spring in 't Veld, de Oliepot en De Roo Oly molen) was een waarschijnlijk in 1737 gebouwde windmolen die op het Bolwerk Amstelveen, aan het einde van de Spiegelgracht en terzijde van de Boerenwetering te Amsterdam stond. De molen, een typische stellingmolen, was in gebruik als korenmolen. De molen is in 1874 afgebroken, en met het slechten van de stadsmuren en het rechttrekken van de Singelgracht is ook het bolwerk afgegraven. Op deze plek ligt vandaag de Museumbrug. De gevelsteen van de molen is bewaard gebleven, deze is tegenwoordig ingemetseld in de gevel van Singel 188.